# Żarlinek kosmopolita
Żarlinek kosmopolita (Paederus fuscipes) – gatunek chrząszcza z rodziny kusakowatych i podrodziny żarlinków.
Gatunek ten został opisany w 1826 roku przez Johna Curtisa.
Chrząszcz o wydłużonym i lekko wypukłym ciele długości od 6,5 do 7 mm. Czułki są brunatne z żółtą nasadą. Przedplecze jest znacznie węższe od pokryw, o brzegach bocznych nieobrębionych i równoległych. Odległości między punktami na bokach przedplecza są wielokrotnie większe od ich średnic. Pokrywy są znacznie dłuższe od przedplecza, nierozszerzone ku tyłowi, zaopatrzone w wyraźnie barki. Ubarwienie odnóży jest zmienne, ale zwykle dominuje barwa żółtoczerwona.
Owad znany prawie wszystkich krajów Europy, w tym Polski, a ponadto z palearktycznej i orientalnej części Azji, palearktycznej i etiopskiej części Afryki oraz krainy australijskiej. Zasiedla stanowiska bagniste, szlamowate pobrzeża wód oraz wilgotne łąki. Jesienią spotykany jest również w ściółce na obrzeżach lasów i zarośli.